# بیورنستیرنه بیورنسون
بیورنستیرنه مارتینیوس بیورنسون (به نروژی: Bjørnstjerne Martinius Bjørnson) متولد ۸ دسامبر ۱۸۳۲–۲۶ آوریل ۱۹۱۰ نویسندهٔ نروژی بود که در سال ۱۹۰۳ میلادی موفق شد جایزه نوبل ادبیات را به دست آورد. از بیورنسون به عنوان حلقه‌ای از چهار ادیب بزرگ نروژ یاد می‌شود؛ سه حلقهٔ دیگر گروه عبارت بودند از: هنریک ایبسن، یوناس لی، و الکساندر کیلند.
بیورنسون بیشتر به خاطر سرود ملی نروژ که از نوشته‌های اوست شهرت یافته‌است.

## زندگی

### کودکی و نوجوانی
پدر بیورنستیرنه بیورنسون، در «کیویکنه» شهر سابقی که در حال حاضر، تقریباً با محل شهر تینست، مطابقت دارد؛ کشیش کلیسای شهر بود. بیورنستیرنه، نیز در سال ۱۸۳۲ میلادی، در همین شهر به دنیا آمد. نام وی، از ترکیب ۲ کلمه «بیورن» و «استرینه» به‌وجود آمده، که اولی به معنی خرس است و یک نام معمولی برای پسران در نروژ محسوب می‌شود؛ و دومی به معنی ستاره، که در نام وی، شکل پسوند یافته‌است.
از ۵ سالگی، بعد از آنکه خانواده آنها به نیست، در استان موره او رومسدال، فعلی، نقل مکان کردند، بیورنستیرنه در آنجا زندگی کرد و کودکی خود را در همان شهر گذراند. در سال ۱۸۴۴ میلادی، بیورنستیرنه، درمدرسه ای در شهر مولدا، ثبت نام کرد و خیلی زود به مسائل اجتماعی علاقه نشان داد. در پی  فضای سیاسی حوادث بین‌المللی سال‌های ۱۸۴۸ میلادی در اروپا، بیورنستیرنه، در حالی که تنها ۱۶ سال داشت، اولین مقاله به یاد مانده خود را با عنوان تقریبی: «سخنی از آزادی با اهالی مولدا» نوشت. مقاله ای که تا حد زیادی طبیعت سرکش وی را در شخصیت آینده اش، که در حال شکل‌گیری بود، از پیش خبر می‌دهد.

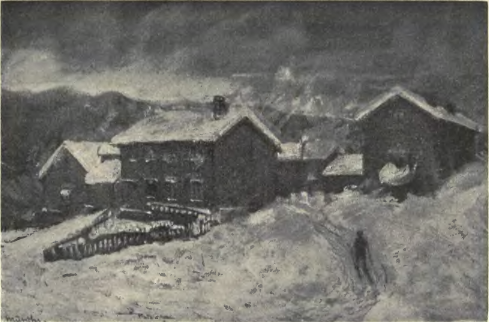
تصویر نقاشی از خانه ای که بیورنستیرنه بیورنسون، در تاریخ ۸ دسامبر ۱۸۳۲م، در آن زاده شد. اثر «Gerhard Munthe» نقاش نروژی

### پایتخت و ظهور ادبی
بیورنستیرنه بیورنسون، در سال ۱۸۵۰ میلادی، به اسلو، که در آن سالها کریستیانیا، نامیده می‌شد؛ نقل مکان کرد. در پایتخت، وی فرصت آشنایی با شخصیتهای برجسته یا در حال صعودی مانند: آسموند اولاوسون وینیه (زاده ۱۸۱۸م)، هنریک ایبسن (زاده ۱۸۲۸م) و یوناس لی (زاده ۱۸۳۳م) و دیگران را یافت. وی با تأخیر اما با موفقیت، در سال ۱۸۵۲ میلادی، امتحانات پایانی دبیرستان را پشت سر گذاشت؛ اما به تحصیل ادامه نداد و در عوض، خیلی زود وارد عرصه ادبیات حرفه ای شد. جایگاه و موضع ادبی بیورنسون، در حوزه فرهنگ و ادبیات نروژ، در سال ۱۸۵۴ میلادی، تعیین می‌شود؛ یعنی زمانی که وی، در نقدی که بر یک مجموعه منتخب ادبی، از شاعران مشهور نروژی نوشته بود؛ به شدت از آثار یوهان سباستین ولهاون؛ و دیگر شاعران احساساتی  انتقاد کرد و نوشت: «وقت این پرسه زدنهای بیمارگونهٔ شبهای مهتابی، در خواب و خیال سر آمده‌است!» نقد تندی که بیورنسون، نوشته بود، طبیعتاً بحث‌انگیز بود؛ اما در همه حال نام بیورنستیرنه بیورنسون، بر سر زبان دوست و دشمن افتاد؛ و در پایتخت نروژ، دیگر کسی باقی نبود که وی را نشناسد.
تقریباً در همین زمان بود که بیورنسون، در یک روزنامه بامدادی پایتخت، به عنوان منتقد هنرهای نمایشی و تئاتر، شروع به کار کرد. وی در این پست، به ابراز عقاید ملی گراینه خود پرداخت. این اولین مبارزه بیورنسون، در راه استقلال نروژ بود که در انتقاد وی، از کاربرد زبان دانمارکی، بر روی صحنه تئاتر اسلو آشکار شد. مبارزه ای که در سال ۱۸۵۶ وقتی تماشاگران تئاتر در اسلو با کشیدن سوت، بازیگرانی که زبان دانمارکی به کار می‌بردند را هو کردند، به اوج خود رسید. همان سال وی خود به انتشار نشریه جدیدی اقدام کرد و همین روند مشخصی که بر حمایت از زبان نروژی و انتقاد از کاربرد زبان دانمارکی، استوار بود را ادامه داد.
 شکوفایی ادبی بیورنستیرنه بیورنسون، در سال ۱۸۵۷ شکل گرفت. زمانی که وی نمایشنامه ای تاریخی با عنوانی که به فارسی تقریباً «در بین نا بین جنگ‌ها» می‌شود، نوشت. موضوع نمایشنمه مربوط به سالهای ۱۱۳۰ تا ۱۲۴۰ میلادی و رقابت تاریخی مدعیان تاج و تخت در نروژ قرون وسطی بود. در این نمایشنامه، بیورنسون، از یک طرف علاقه خود را به ریشه‌های ملی و تاریخی نروژ به نمایش می‌گذارد؛ و از طرف دیگر تجدد طلبی خود را آشکار می‌کند. در این نمایشنامه وی تأتیر دوری مرد از خانواده و نقش زن، در زندگی خانوادگی را در قالب سرگذشت شخصیت‌های داستان، به خوبی بیان کرده‌است.
همین تنش در میان گذشته و حال، در نمایشنامه دیگر وی که در همان سال ۱۸۵۷ نوشته، قابل مشاهده است. در این نمایشنامه بیورنسون، ضمن به نمایش گذاردن زندگی روستایی، از طرفی، علاقه به جنبه‌های دوست داشتنی زندگی روستایی را نمایش می‌دهد و از طرف دیگر از مشکلات جامعه روستایی پرده برمی‌دارد. مشکلاتی نظیر: میخوارگی، ریاکاری و ازدواج‌های اجباری و ناموفق. اثری که در ادبیات نروژی به بخشی از آثار کلاسیک پیوست.

### برگن، ازدواج، ایتالیا و اسلو

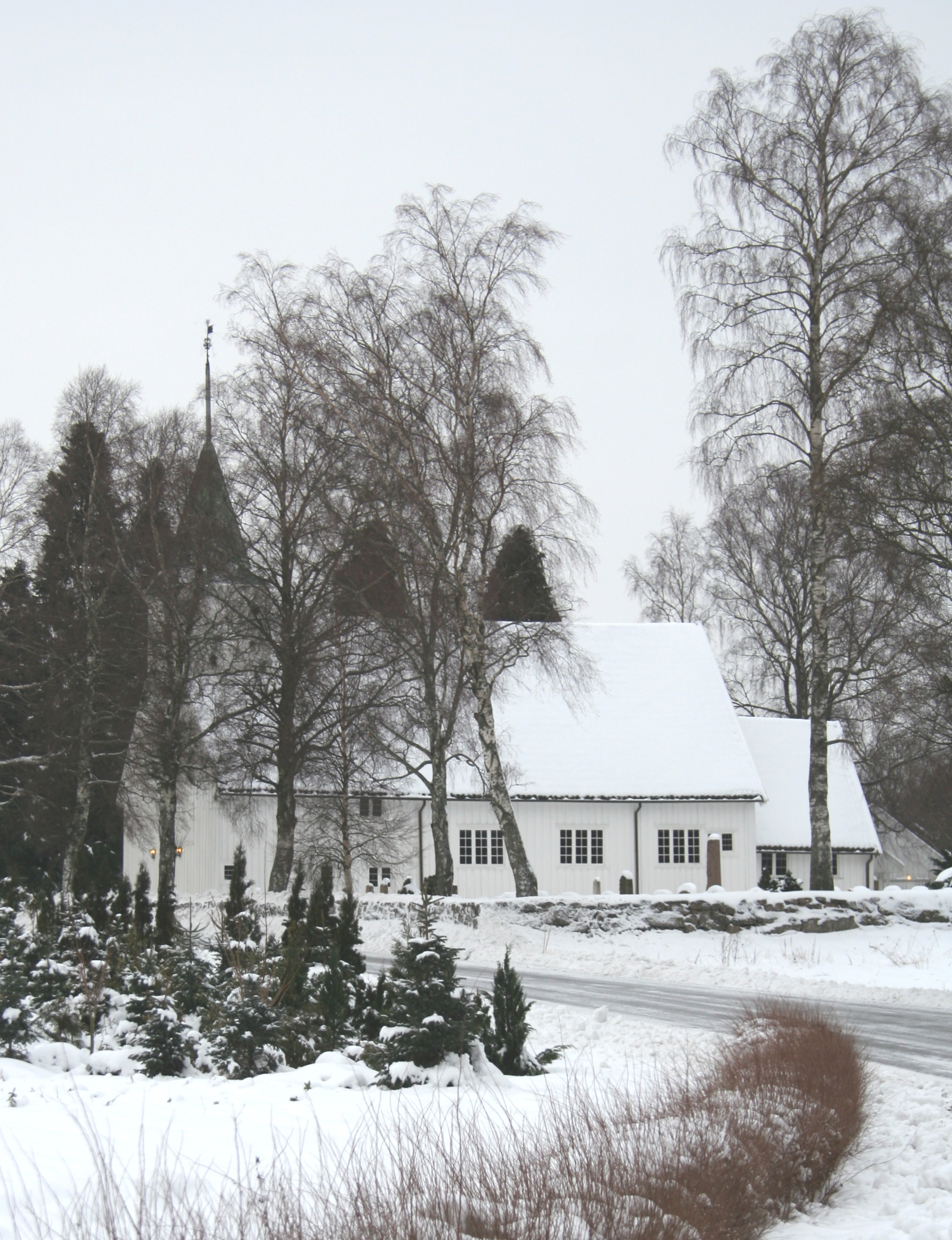
بیورنستیرنه و کارولین، در ۱۱ سپتامبر ۱۸۵۸ در این کلیسای قدیمی ازدواج کردند. قدمت این کلیسا به قرن هفدهم می‌رسد و امروزه در فهرست آثار حفاظت شده، ثبت شده‌است.

در سال ۱۸۵۷ میلادی، بیورنستیرنه بیورنسون، راهی برگن شد و به عنوان رئیس تئاتر شهر که امروزه، صحنه ملی وارث آن است؛ جایگزین هنریک ایبسن شد و تا سال ۱۸۵۹ در همین مقام باقی ماند. در طول این ۲ سال، بیورنسون، توانست آثار خود و ایبسن را روی صحنه برده و تجربه بیشتری از هنرهای نمایشی کسب کند. ضمن اینکه وی در این فرصت، آثار مشهوری از یوهان ولفگانگ فون گوته، ویلیام شکسپیر و نمایش نویسان برتر فرانسه را به اجرا درآورد. تجربه ای که بر آثار ادبی بعدی وی تأثیری بسیار داشت. وی در همین دوره موفق شد چند نمایشنامه خود را به پایان رسانده و اولین نسخه سرود ملی نروژ را در سال ۱۸۵۹ بنویسد. همچنین باز در همین دوره بود که بیورنسون، با همسر آینده اش کارولینه آشنا شد و در سال ۱۸۵۸ میلادی با او ازدواج کرد.
 در تابستان سال ۱۸۶۰ میلادی، بیورنستیرنه بیورنسون، به کپنهاگ، سفر کرد. شهری که وی، قبلاً نیز بین سالهای ۱۸۵۶ و ۱۸۵۷ در آن زندگی کرده بود. سپس راهی رم شد. در ایتالیا وی شاهد رویدادهای سیاسی و تاریخی مربوط به وحدت ایتالیا بود. تجربه ای که در نمایش نامه ای تاریخی که در سال ۱۸۶۱ تحت عنوان: «شاه اسوره» نوشت، انعکاس پیدا کرده‌است. در این نمایشنامه وی بار دیگر رقابت‌های تاریخی مدعیان تاج و تخت در نروژ قرون وسطی را بهانه ای قرار داد تا نیاز نروژ به وجود شخصیتهای تاریخی را برای استقلال از سوئد به وضعیت ایتالیا تشبیه کند. همچنین در همین سالها بعضی از مشهورترین اشعار بیورنسون، شروع به شکل‌گیری می‌کنند.

در سال ۱۸۶۳ میلادی، بیورنستیرنه بیورنسون، پس از مدتی اقامت در آلمان و پاریس، به نروژ بازگشت. از این پس تولیدات ادبی وی تغییر مسیر می‌دهند؛ و گرایش او به چپ و جهت‌گیری وی نسبت به مذهب که دها سال بعد بروز می‌کند، شکل می‌گیرد. نمایشنامه ای که وی در سال ۱۸۶۴ بنابر شخصیت تاریخی ماری، ملکه اسکاتلند، نوشت، تنها نمایشنامه بیورنسون، است که ماجرای آن در خارج از مرزهای نروژ اتفاق می‌افتد.
بیورنسون،
بین سالهای ۱۸۶۵ تا ۱۸۶۷ میلادی، در اسلو رئیس تئاتر بود. بعدها وی بین سالهای ۱۸۷۰ تا ۱۸۷۲ میلادی، بازیگران تئاتر در برگن که استعفاء داده و گروه مستقلی تشکیل داده بودند را مدتی رهبری کرد.

### ۱۷ ماه مه، روز ملی نروژ
یکی از کسانی که در تبدیل روز ۱۷ ماه مه، به روز ملی نروژ و یک جشن واقعی نقش داشت، هنریک ورگلاند، با اشعار و سخنرانی‌هایش بود. از سال ۱۸۲۴، یعنی ۱۰ سال پس از تصویب قانون اساسی نروژ، در اسلو، در بعضی از محافل مردمی، روز ۱۷ ماه مه، جشن گرفته می‌شد. اما عدم تمایل و بی علاقگی  پادشاه وقت، کارل یوهان، مانع گسترش و تبدیل این روز، به یک جشن سراسری بود. در سال ۱۹۳۶ میلادی،  مجلس ملی نروژ، در روز ۱۷ ماه مه جشنی برگزار کرد که شاید نقطه شروع تبدیل این روز، به یک روز ملی و جشن، در سرار نروژ بود. این تلاشها در روحیه بیورنستیرنه بیورنسون، بسیار مؤثر افتاد؛ و از سال ۱۸۶۴ میلادی، شعری که بیورنسون، سروده بود، به تدریج تبدیل به سرود ملی کشور نروژ شد.

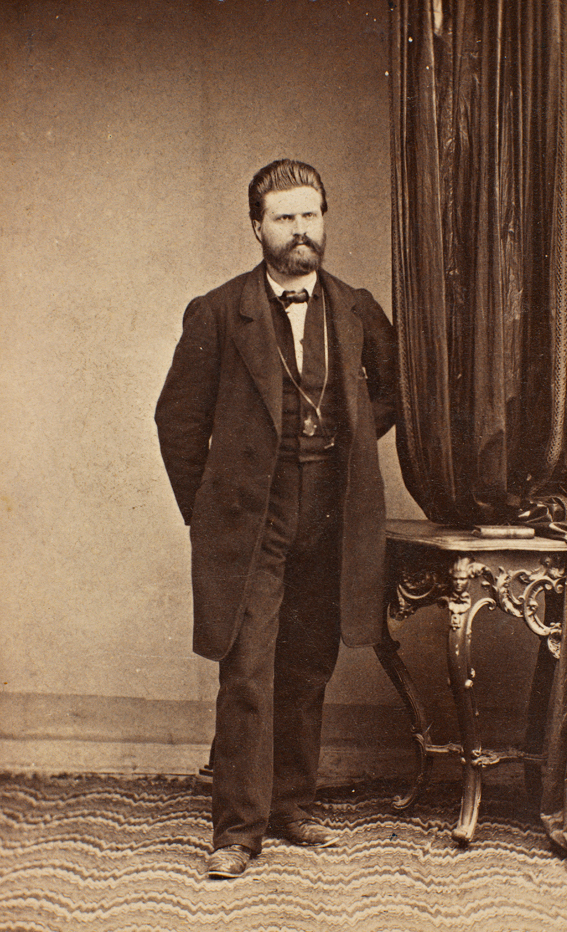
بیورنسون، در سال ۱۸۶۲ میلادی

### دهه ۱۸۷۰ میلادی
نوگرایی در آثار بیورنستیرنه بیورنسون، از دهه ۱۸۷۰ آشکار می‌شود.
پس از نمایشنامه «انجمن جوانان» که ایبسن، با نثر و سبکی سرگرم‌کننده، نوشته بود و موجب یک دوره طولانی خصومت، بین این دو ادیب شده بود؛ و از طرف دیگر سخنرانیهای مکرر گیورگ برندس، که انتقاد اجتماعی را رسالت ادبیات معرفی می‌کرد؛ سرانجام بیورنسون، موضوعات تاریخی و سبک خود در نوشتن نمایشنامه تاریخی را رها کرد و خویش را به موج ادبیات نمایشی مدرن بورژوازی، سپرد.
 بیورنسون، طی اقامت در رم، بین سالهای ۱۸۷۳ و ۱۸۷۵ میلادی، ضمن آشنایی با فضای رونشنفکری آن زمان اروپا، ۲ نمایشنامه همزاد خود را تحت عناوین «سردبیر» و «ورشکستی» نوشت. در این نمایشنامه‌ها، وی دسیسه و ریاکاری طبقه  بورژوا، را با شیوه ای واقعگرا، به نمایش می‌گذارد. در این نمایشنامه‌ها، که دیگر به مرور مسائل تاریخی نمی‌پردازند، بیورنسون، از جامعه و مناسبات اجتماعی وقت، انتقاد نمی‌کند. بلکه انتقاد وی، از روی اتفاق و سلیقه، متوجه فرد است. افرادی مانند یک تاجر پراحساس اما ریاکار؛ یا یک سردبیر بدجنس، که نمونه‌هایی از شخصیتهای بد هستند. با این حال این نمایشنامه‌ها اولین و بزرگترین موفقیت بیورنسون، در صحنه بین‌المللی شدند؛ و تردیدی نیست که راه را برای موفقیت ادبی ایبسن در آلمان را نیز هموار کردند. چرا که ایبسن نیز قصد پرداختن به همین فضا و مسائل را تنها با لحنی تندتر داشت.
 در نیمه دوم دهه ۱۸۷۰ میلادی، بیورنسون، به نروژ بازگشت و مزرعه ای در گاسدال، در ۱۸ کیلومتری شمال لیلهامر، خرید. در این دوره بیورنسون، در خط مقدم ادبیات نروژ قرار داشت و در مباحثات اجتماعی، بسیار فعال بود. در سال ۱۸۷۷ میلادی، وی سخنرانی معروف خود را با مضمون: «حقیقت وجود» ایراد کرد. در این سخنرانی وی، هم بخش خصوصی و هم غیر خصوصی را به تقویت ارزشهای اخلاقی، دعوت می‌کند. همان سال، بیورنسون، نمایشی با عنوان: «پادشاه» را منتشر کرد؛ که به دلیل وجود رگه‌هایی از جمهوری‌خواهی در آن، بسیار بحث‌انگیز شد. در رمان «مانگهیلد» وی داستان زنی را وصف می‌کند که خود را از قیود زندگی زناشویی آزاد می‌کند. بااین رمان که شباهتهایی به نمایشنامه خانه عروسک، دارد که ایبسن ۲ سال بعد می‌نویسد. بار دیگر بیورنسون، راه گشای هنریک ایبسن و نمایشنامه‌های خانوادگی وی می‌گردد.
در پایان دهه ۱۸۷۰ میلادی، بیورنسون، درگیر مبارزه، برای زدودن نشان اتحاد با سوئد، از پرچم نروژ، می‌شود. مبارزه ای که بیانگر عقاید رادیکال وی، در این دوره است. همچنین در این دوره او نمایشنامه «سیستم جدید» را در سال ۱۸۷۸ منتشر می‌کند؛ و در آن به تضاد میان حقیقت جویی نسل جوان؛ و عادتهای محافظه کارانه نسل سالمند می‌پردازد. نمایشنامه بعدی وی با عنوان «لئوناردا» در سال ۱۸۷۹ میلادی منتشر می‌شود.

### دهه ۱۸۸۰ و بریدن از مذهب
در اواخر دهه ۱۸۷۰ میلای، بیورنستیرنه بیورنسون، رفته رفته، از باورهای مذهبی دوران کودکیش؛ که بر اساس مکتب مسیحی گرونتویگ، شکل گرفته بود، دور می‌شد. این روند، نخست، در سرود معروفی از وی، در سال ۱۸۸۰ میلادی، بروز می‌یابد. سپس در سال ۱۸۸۲، در داستانی به نام «غبار» تجلی پیدا می‌کند؛ و باز در سال ۱۸۸۳ میلادی، قویتر از پیش، در یکی از بهترین نمایشنامه‌هایش، با عنوان: «بیش از توانایی» بیان می‌شود. در این نمایشنامه، بیورنسون، شک و تردید خود، نسبت به باورهای مذهبی را در قالب داستان کشیشی به نمایش می‌گذارد که ظاهراً قادر به انجام معجزه است، اما از درمان همسر بیمارش، که مبتلا به بیماری اعصاب است، درمی‌ماند. همسر بیماری که نهایتاً قربانی باوری مشکوک شده و جان می‌بازد. با این حال، همین آثار نشان می‌دهند که بیورنسون، گر چه در حال دورشدن از باورهای مذهبی بود، اما خود را در آغوش خداناباوری پوچ نینداخت. بلکه نوعی باور اثبات گرایانه را به انسان و ترقی انسان، در خود پرورش داد.

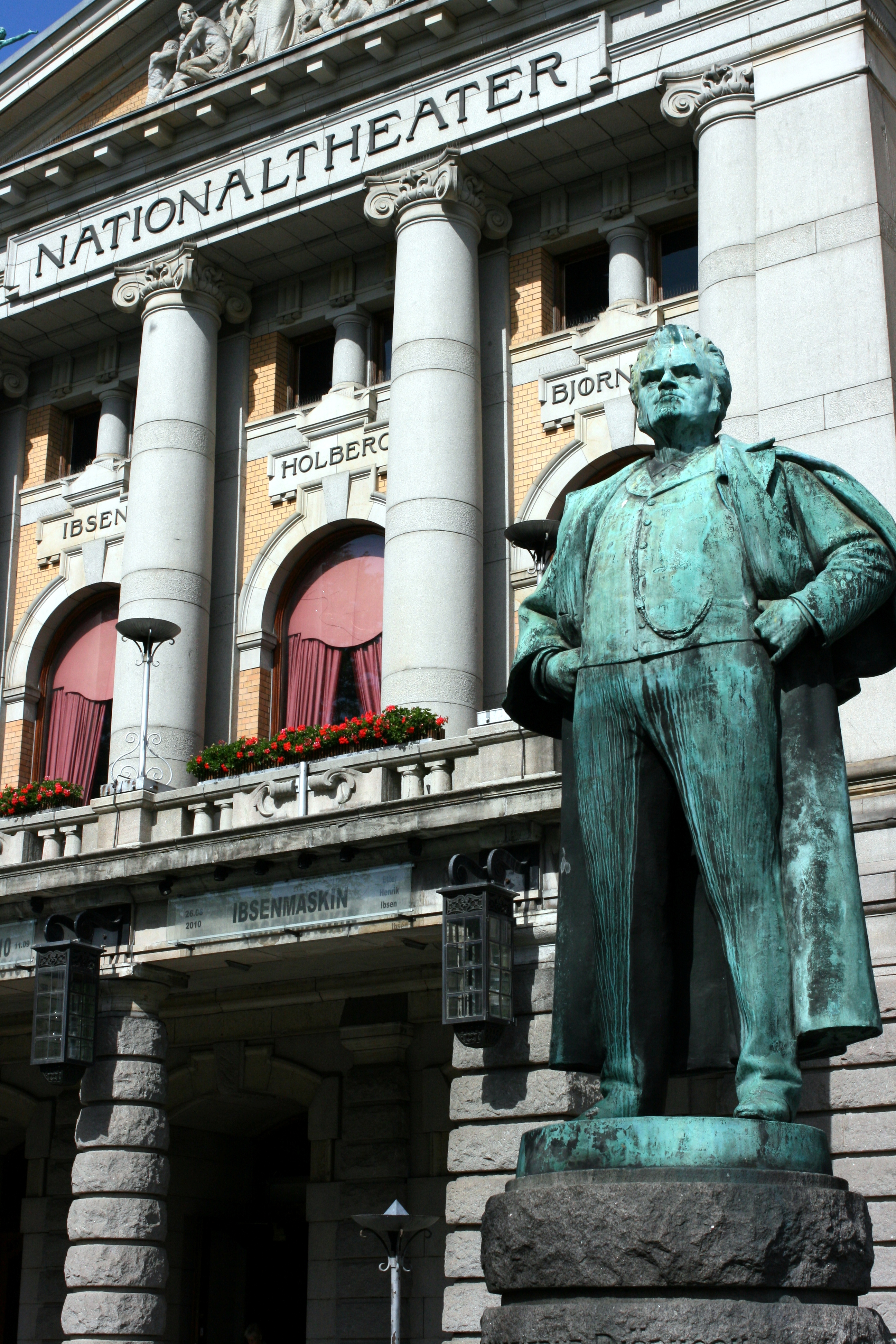
مجسمه بیورنسون، در خارج ساختمان تئاتر ملی اسلو که در سال ۱۸۹۹ میلادی رونمایی شد.

 در سال ۱۸۸۲ میلادی، بیورنستیرنه بیورنسون، در پیروزی حزب ونستره، در مجلس ملی نروژ، نقشی تعیین‌کننده داشت. اما این پیروزی منجر به ایجاد جوی پر تشنج و متعاقباً تصمیم وی به ترک نروژ شد. به دنبال این ناآرامی‌ها، بیورنسون، به پاریس سفر کرد و تا مدت ۵ سال به نروژ بازنگشت.

 نمایشنامه ای که بیورنسون، در سال ۱۸۸۳ میلادی، تحت عنوان «یک دستکش» منتشر کرد، نیز از بسیاری جهات متمایز بود. وی در این نمایشنامه از برابری زن و مرد هواداری کرده بود و متذکر شده بود که رابطه جنسی، پیش از ادواج، برای مردان نیز مانند زنان، ناشایسته است. نظراتی که بار دیگر به بحثهای پر حرارتی دامن زد. بحثهایی که به نوبه خود، باعث جدایی و ایجاد فاصله بین وی و شخصیتهای رادیکالی مانند: گیورگ برندس و آوگوست استریندبرگ، شد. در همین دوره، بیورنسون، نمایشنامه ای طنزآمیز و شاد و سرزنده در سال ۱۸۸۵، به نام «جغرافیا و عشق» را نوشت. علاوه بر این همچنین وی رمان «پرچمها بر فراز شهر و دریا» را در سال ۱۸۸۴؛ و رمان «در راه خدا» را در سال ۱۸۸۹ میلادی، منتشر کرد؛ و در آنها بار دیگر به جنبه‌های اخلاقی رابطه جنسی؛ و نیز مقایسه  نظریه داروین، با آموزه‌های مسیحیت پرداخت.

### دهه ۱۸۹۰ و فعالیت سیاسی
در هنگام گذار به دهه ۱۸۹۰ میلادی، بیورنستیرنه بیورنسون، بیشتر سرگرم فعالیت سیاسی بود و نیروی کمتری را صرف ادبیات هنری می‌کرد. در این دوره، بیورنسون، مقالات زیادی در خصوص صلح و مشکلات اتحاد با سوئد و غیره، نوشت و سخنرانیهای متعددی ایراد کرد. در سال ۱۸۸۸ میلادی، وی از حزب ونستره پشتیبانی کرد. سال بعد در ۱۸۸۹ میلادی، از کارگران اعتصابی کارخانه کبریت سازی حمایت کرد.
بیورنسون، نسبت به سوسیالیسم عملی، احساس هواداری داشت. با این حال، رفته رفته او از فعالیت خود، در عرصه سیاست کاست و حین اقامت در رم، پاریس و اتریش، بین سالهای ۱۸۹۳ تا ۱۸۹۵ میلادی، بار دیگر به ادبیات هنری روی آورد؛ و بر صحنه‌های بین‌المللی تئاتر در ایتالیا و فرانسه، موفقیتهای جدیدی کسب کرد.
بازگشت بیورنسون، به هنر نمایشنامه نویسی از نگاه دوباره وی به همان مسائلی آغاز شد که وی سالها قبل در نمایشنامه «بیش از توانایی» طرح کرده بود. در سال ۱۸۹۵ میلادی، بیورنسون، قطعه دیگری، بر اساس نمایشنامه «بیش از توانایی» نوشت که اولین نمایشنامه طبقه کارگر در نروژ محسوب می‌شود. در این نمایشنامه بیورنسون، دقیقاً همان شک و تردید و مسائلی را که در سال ۱۸۸۳ در نمایشنامه «بیش از توانایی» پیش کشیده بود را در یک بافت و زمینه اجتماعی تفسیر می‌کند.
در نمایش اول یک کشیش، با اصرار بر قدرت دعا، سعی می‌کند از حدود توانایی بشر خارج شود و حتی لحظه ای موفق می‌شود. اما این موفقیت با مرگ همسر افلیجش که در آخرین تلاش بر روی پاها بلند می‌شود و تا آغوش کشیش، پیش می‌آید، به یک شکست غم‌انگیز تبدیل می‌شود. در نسخه دوم این پسر کشیش است که با قدرت انفجار دینامیت، سعی می‌کند، مافوق بشری عمل کند و خود و تعدادی سرمایه‌دار را از بین می‌برد. تلاش دیوانه وار پسر کشیش، به امید بهبود شرایط زندگی کارگران بود. بهبودی که به اعتقاد بیورنسون، ممکن نیست، مگر به واسطه آشتی کارفرما و کارگر. «پل لانگه و تورا پارسبرگ» نمایشنامه دیگری با مضمون سیاسی است، که بیورنسون، در سال ۱۸۸۸ میلادی با الهام از خودکشی اوله ریچتر، نخست‌وزیر سوئد، در همان سال نوشت. یک خودکشی که بیورنسون، تا حدودی خود را مسئول وقوع آن احساس می‌کرد.

### اواخر عمر

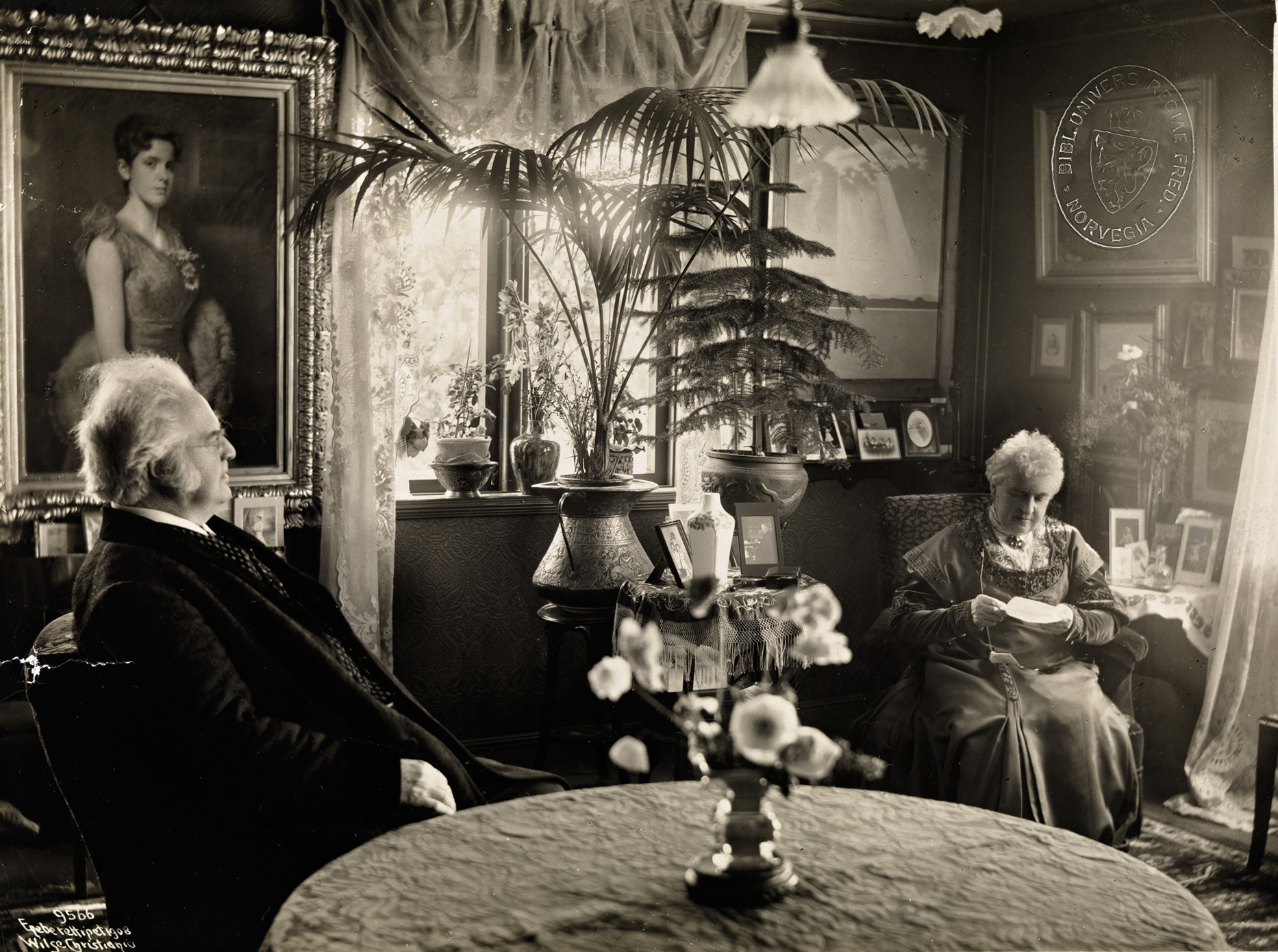
بیورنسون و همسرش، «کارولین» در سال ۱۹۰۸ میلادی این زوج صاحب ۶ فرزند شدند.

در اوایل سده ۲۰ (سالهای ۱۹۰۰ میلادی)، بیورنسون، همچنان بخش بزرگی از وقت خود را صرف امور سیاسی می‌کرد. او در بحثهای زیادی شرکت داشت و مقالات زیادی می‌نوشت. در آن سالها بیورسون، مرتباً در نشریات نروژی و اروپایی، مطلب داشت و در موضوعات مربوط به وقایع وقت، وجودش، اثر گذار بود. برای مثال، در مواردی مانند: ماجرای دریفوس، در سال ۱۸۹۸ میلادی؛ یا مواردی مانند  فنلاندی‌ها در سال ۱۹۰۳ یا اسلواکیها در سال ۱۹۰۷ میلادی، بیورنسون، در نقش سخنگو و حامی منافع اقلیت ظاهر می‌شد و افکار عمومی را تحت تأثیر قرار می‌داد. در این دوره، بیورسون، که در سال ۱۹۰۳ میلادی، جایزه نوبل در رشته ادبیات را از آن خود کرده بود؛ تبدیل به یک چهره شناخته شده ادبی، در سراسر اروپا شده بود.
با وجود چنین شهرتی، آثار جدید بیورنسون، دیگر نتوانستند از نظر ادبی، به اوج محبوبیت ادبی آثار قبلی وی برسند. هر چند بیورنسون، علاوه بر فعالیت سیاسی و مقالاتی که می‌نوشت، در این دوره نیز تا جایی که سلامتی وی اجازه می‌داد، چند نمایشنامه؛ و از جمله یک رمان، به نام «مریم» در سال ۱۹۰۶، نوشت و تقریباً تا پایان عمر، در سال ۱۹۱۰ میلادی؛ از نوشتن آثار ادبی دست برنداشت.

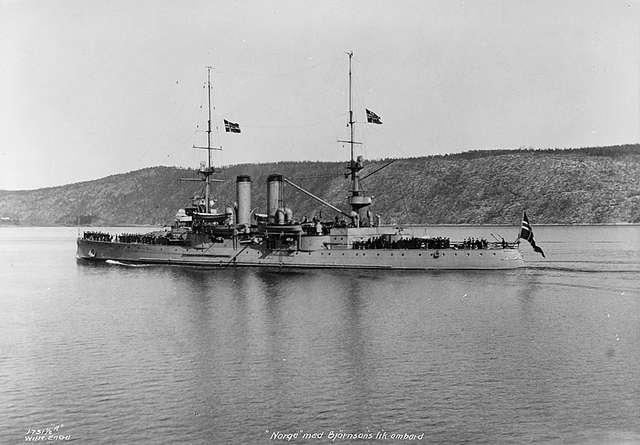
کشتی زرهی «نروژ» در حال حمل تابوت بیورنسون، در سال ۱۹۱۰ میلادی به نروژ

## خاکسپاری بیورنسون
بیورنستیرنه بیورنسون، در سال ۱۹۰۹ میلادی، دچار سکته شد؛ و در آوریل ۱۹۱۰، در سن ۷۷ سالگی در پاریس درگذشت. تشییع جنازه و خاکسپاری بیورنسون، به رویدادی ملی و بین‌المللی تبدیل شد. انتقال کالبد وی از پاریس به کپنهاگ، به مدت ۲ روز، از ۲۸ تا ۳۰ آوریل به طول انجامید. در دانمارک مراسم بزرگداشت باشکوهی به یاد بیورنسون، برگزار شد. سپس کالبد وی با کشتی نظامی به نروژ منتقل شد.
 در روز اول ماه مه ۱۹۱۰، کشتی حامل کالبد شاعر بزرگ، وارد آب‌دره اسلو شد. جمعیتی پرشمار به همراه پادشاه وقت نروژ، هاکون هفتم و نخست‌وزیر، وولرت کونوو، در انتظار رسیدن کالبد شاعر بزرگ به وطن بودند.
سرانجام تابوت بیورنسون، به کلیسا حمل شد و در آرامگاه کلیسا در اسلو به خاک سپرده شد.

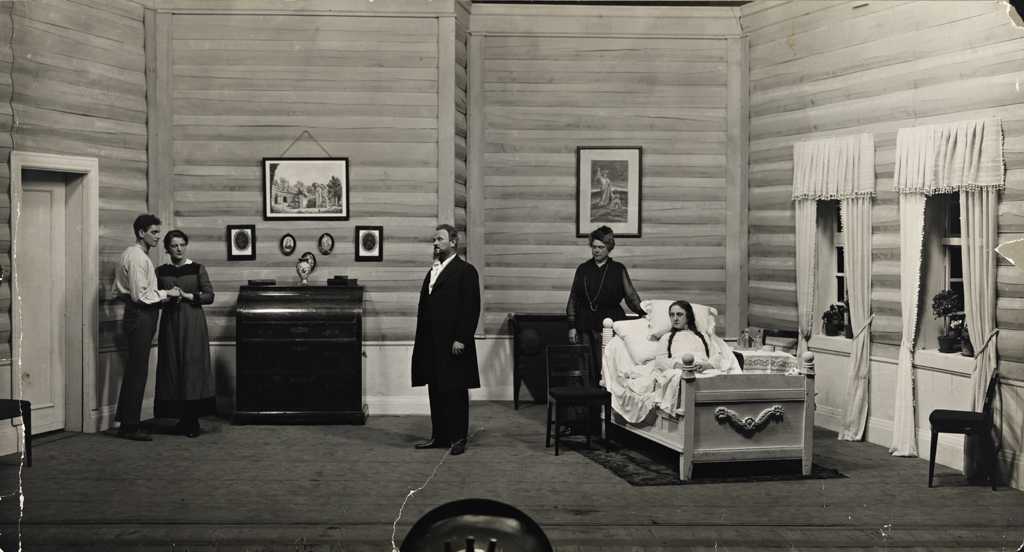
صحنه ای از نمایش «بیش از توانایی» اثر بیورنسون در سال ۱۹۱۸ میلادی، در تئاتر ملی اسلو

## میراث فرهنگی بیورنسون
آثار فرهنگی بیورنسون، پس از مرگش، آشکارا به عنوان یک الگوی ادبی، برای نسل بعدی نویسندگان نروژی باقی ماند. الگویی که نسل جدید، ناگزیر بود به طریقی با آن مواجه شود. برای مثال هر چند کنوت هامسون، از بیورنسون، انتقاد می‌کرد، اما همین انتقاد، شاهد وجود اجتناب ناپذیر سایه بیورنسون، بر مشغولیت ذهنی نسل نو ادیبان نروژی بود.
علاقه به آثار بیورنسون، به تدریج در طول قرن ۲۰ میلادی، روی به کاهش نهاد. این کاهش، می‌تواند، معلول دلایل بسیاری باشد. اما لااقل دو عامل نقش عمده ای در آن داشته‌اند. اول اینکه بیورنسون، هرگز دو جنگ جهانی را تجربه نکرد و از این جهت، افکار اثبات گرایانه وی، دیگر از تداول افتاده بود. دوم اینکه به قول کلادیو ماگریس، نقش بیورنسون به عنوان یک شاعر ملی و پدر ملت، در فضای سیاسی چند ملیتی و فراملی بعد از جنگ‌های بین‌المللی، به ارزشی منفی تبدیل شد.
با این حال، طی ۲ دهه اخیر علاقه محافل پژوهشی به زندگی و آثار بیورنسون، روی به افزایش گذاشته‌است. سالگرد بزرگداشت بیورنسون، در سال ۲۰۱۰ میلادی، باعث بروز یک سلسله بحثهای جدید در مورد موضوعیت آثار بیورنسون در روزگار حاضر شد. برگزاری همایش‌های فرهنگی، در مورد آثار بیورنسون در سرار نروژ، نشان می‌دهد که آثار وی، همچنان مرتبط با نروژ معاصر بوده؛ و مطالعه و تحلیل دوباره آنها
جالب است.

## آثار
- Mellem Slagene, (Between the Battles) saga drama, ۱۸۵۷
- Synnøve Solbakken, peasant story, ۱۸۵۷
- Arne, ۱۸۵۹
- En glad Gut, (A Happy Boy) ۱۸۶۰
- Halte-Hulda, (Lame Hulda) ۱۸۵۸
- Kong Sverre, (King Sverre) ۱۸۶۱
- Sigurd Slembe, (Sigurd the Bad) ۱۸۶۲
- Maria Stuart i Skotland, (Mary Stuart in Scotland) ۱۸۶۳
- De Nygifte, (The Newly Married) ۱۸۶۵
- Fiskerjenten, ۱۸۶۸
- Arnljot Gelline, epic cycle ۱۸۷۰
- Digte og Sange, (Poems and Songs) ۱۸۸۰
- Brudeslåtten, peasant story, ۱۸۷۲
- Sigurd Jorsalafar, saga drama, ۱۸۷۲
- En fallit, (The Bankrupt) drama, ۱۸۷۵
- Redaktøren, (The Editor) drama, ۱۸۷۵ (ترجمه به فارسی محمدرضا شکاری)[۱۴]
- Kaptejn Mansana, (Captain Mansana) novel, ۱۸۷۵
- Kongen, (The King) ۱۸۷۷
- Magnhild, ۱۸۷۷
- Det ny system, (The New System) ۱۸۷۹
- Leonarda, ۱۸۷۹ (ترجمه به فارسی محمدرضا شکاری)
- En hanske (A Gauntlet), ۱۸۸۳
- Støv, ۱۸۸۲
- Over ævne, første stykke, (Beyond Human Power - I) ۱۸۸۳
- Det flager i byen og på havnen, (translated as "The Heritage of the Kurts") ۱۸۸۴
- På guds veje, (In God's Way) ۱۸۸۹
- Fred, oratorium, ۱۸۹۱
- Over oevne, annet stykke, (Beyond Human Power - II) ۱۸۹۵
- Paul Lange og Tora Parsberg, ۱۸۹۸
- Daglannet, ۱۹۰۴
- Når den ny vin blomstrer, (When the New Wine Blooms) ۱۹۰۹
- Norges Vel, kantat, ۱۹۰۹

## یادداشت
1. ↑  https://snl.no/Morgenbladet
2. ↑  https://no.wikipedia.org/wiki/Illustreret_Folkeblad
3. ↑  https://no.wikipedia.org/wiki/Mellem_Slagene
4. ↑  https://no.wikipedia.org/wiki/Synnøve_Solbakken
5. ↑  https://no.wikipedia.org/wiki/De_unges_Forbund
6. ↑  https://en.wikipedia.org/wiki/En_fallit
7. ↑  https://snl.no/Det_ny_system
8. ↑  https://no.wikipedia.org/wiki/Over_Ævne_I
9. ↑  https://no.wikipedia.org/wiki/En_Hanske
10. ↑  https://en.wikipedia.org/wiki/Geografi_og_Kærlighed
11. ↑  https://no.wikipedia.org/wiki/Paa_Guds_Veje
12. ↑  https://no.wikipedia.org/wiki/Over_Ævne_I
13. ↑  https://no.wikipedia.org/wiki/Paul_Lange_og_Tora_Parsberg